# Cristian Wernly
Cristian David Wernly (Esperanza, Provincia de Santa Fe, Argentina; 16 de julio de 1982) es un exfutbolista y actual director técnico argentino. Jugaba como lateral por derecha, aunque también podía desempeñarse como marcador central, y su primer equipo fue Unión de Santa Fe. Su último club antes de retirarse fue Independiente de Gualeguaychú de la liga local.
Una vez retirado como jugador, se sumó al cuerpo técnico de Juventud Urdinarrain y tan sólo un mes después, asumió como entrenador de dicho club en reemplazo de Miguel Chareun.
Dirigió también a Defensores del Oeste y recientemente regresó a Juventud Urdinarrain para ser nuevamente ayudante de campo de Miguel Chareun.

## Clubes

### Como jugador
| Club                           | País      | Año       |
| ------------------------------ | --------- | --------- |
| Unión de Santa Fe              | Argentina | 2001-2003 |
| Nueva Chicago                  | Argentina | 2003-2004 |
| Mercedes                       | Argentina | 2004      |
| Wilstermann                    | Bolivia   | 2005      |
| Nueva Chicago                  | Argentina | 2005-2006 |
| Blooming                       | Bolivia   | 2007      |
| Nueva Chicago                  | Argentina | 2007-2008 |
| Guaraní Antonio Franco         | Argentina | 2008      |
| Boca Unidos de Corrientes      | Argentina | 2009      |
| Almagro                        | Argentina | 2009-2010 |
| Juventud Unida de Gualeguaychú | Argentina | 2010-2014 |
| Agropecuario de Carlos Casares | Argentina | 2014-2015 |
| Juventud de Esperanza          | Argentina | 2015      |
| Independiente de Gualeguaychú  | Argentina | 2016      |

### Como asistente técnico
| Club                 | País      | Año    |
| -------------------- | --------- | ------ |
| Juventud Urdinarrain | Argentina | 2020-? |

### Como entrenador
| Club                 | País      | Año  |
| -------------------- | --------- | ---- |
| Juventud Urdinarrain | Argentina | 2016 |
| Defensores del Oeste | Argentina | 2018 |

## Palmarés
| Título                  | Club               | País      | Año  |
| ----------------------- | ------------------ | --------- | ---- |
| Ascenso a la B Nacional | Nueva Chicago      | Argentina | 2006 |
| Ascenso al Argentino A  | Juventud Unida (G) | Argentina | 2013 |